# Joseph Ménard
Pour les articles homonymes, voir Ménard.
Joseph Ménard (né à Lunel, le 12 septembre 1859 et mort le 8 septembre 1911 à Lamalou-les-Bains) est un homme politique français, député de la Seine.

## Biographie
Après des études à Nîmes, Montpellier, puis à la Faculté de droit de Paris,il s'inscrit au barreau de Paris où il défend un collectif d'actionnaires lors du scandale de Panama. En 1901, il arbitre avec René Viviani la grève des mineurs de Carmaux.
Catholique militant, Joseph Ménard collabore avec les journaux L'Univers, La Libre Parole et La Croix. Malgré ses opinions monarchistes ultramontaines, il se rallie à la République à la suite des appels de Léon XIII, et adhère au parti Action libérale.
Violemment anti-dreyfusard, il défend Louis Grégori, auteur d'une tentative d'assassinat du capitaine.
Mis en ballotage lors des élections législatives de 1902 et 1906 dans sa région natale, il se présente aux élections de 1910 dans le XVIIe arrondissement de Paris où il est élu. Il épouse la sœur du général Charles Mangin.
Il meurt au cours d'une cure thermale à Lamalou-les-Bains le 8 septembre 1911.

## Distinctions
- Médaille coloniale
- Grand officier de l’Ordre de l’Étoile polaire de Suède
- Commandeur de l'Ordre de Saint-Grégoire-le-Grand
- Commandeur de l'Ordre de Saint-Olaf

## Sources
- « Joseph Ménard », dans le Dictionnaire des parlementaires français (1889-1940), sous la direction de Jean Jolly, PUF, 1960 [détail de l’édition]